# Noreen Nash
Pour les articles homonymes, voir Nash.
Noreen Nash est une actrice américaine née le 4 avril 1924 à Wenatchee (Washington) et morte le 6 juin 2023 à Beverly Hills (Californie).

## Filmographie partielle

### Cinéma
- 1943 : Fou de girls (Girl Crazy) de Norman Taurog et Busby Berkeley
- 1944 : Le Bal des sirènes (Bathing Beauty) de George Sidney
- 1944 : Madame Parkington (Mrs. Parkington) de Tay Garnett
- 1944 : Trente Secondes sur Tokyo (Thirty Seconds Over Tokyo) de Mervyn LeRoy
- 1945 : L'Homme du Sud (The Southerner) de Jean Renoir
- 1945 : Ziegfeld Follies de Vincente Minnelli,  Lemuel Ayers (en), Roy Del Ruth, Robert Lewis (en) et George Sidney
- 1952 : Cinq Mariages à l'essai (We're Not Married!) d'Edmund Goulding
- 1956 : Géant (Giant) de George Stevens

### Télévision
- 1953 : The Lone Ranger, (série télévisée, 1 épisode)
- 1956 : Badge 714 (Dragnet), (série télévisée, 1 épisode)
- 1959 : 77 Sunset Strip, (série télévisée, 1 épisode)

## Note et référence
1. ↑  (en-US) « Noreen Nash, Actress in ‘Giant’ and ‘The Southerner,’ Dies at 99 », sur hollywoodreporter.com